# Дікгольцен
Дікгольцен (нім. Diekholzen) — громада в Німеччині, розташована в землі Нижня Саксонія. Входить до складу району Гільдесгайм.
Площа — 30,21 км2. Населення становить 6325 ос. (станом на 31 грудня 2021).